# Rampage (película de 2009)
Rampage es una película de acción dirigida por Uwe Boll. El argumento se centra en los pensamientos y estilo de vida de Bill, un joven desequilibrado, durante la preparación y posterior ejecución de una descomunal masacre. La película se estrenó en distintos festivales obteniendo críticas diversas sobre el planteamiento de violencia extrema que crea Boll, (director considerado como el Ed Wood contemporáneo), pero el asombro y la sorpresa por el contenido de la cinta fue unánime. La película únicamente se estrenó en cines en Alemania el 29 de abril de 2010 y en España y apareció directamente al DVD en diversos países.
La palabra "Rampage" puede traducirse al español como "alboroto" o "desmán", también como "desbocado". Una persona desmandada tiene un comportamiento de atropello, desorden o abuso de la autoridad. La película no está basada en ningún acontecimiento real, por lo que es una masacre ficticia.

## Sinopsis
Bill es un joven que pasa los días visionando vídeos que critican el consumo exacerbado o la superpoblación mundial mientras realiza duros ejercicios físicos. Sus padres le presionan para que busque trabajo y se independice. Bill tiene un comportamiento anormal y/o agresivo con la gente, excepto con su amigo Evan, que le alimenta la repulsión que siente por la hipocresía humana.
Un día, Bill reúne un arsenal de armas de asalto, se equipa con una armadura de kevlar, y traza un minucioso plan para llevar a cabo una masacre sin piedad, sin que la policía pueda impedirla.

## Reparto
- Brendan Fletcher Como Bill Williamson.
- Michael Paré Como Sheriff Melvoy.
- Shaun Sipos Como Evan Drince.
- Lynda Boyd Como la madre de Bill
- Robert Clarke Como el padre de Evan
- Matt Frewer Como el padre de Bill
- Katey Grace Como cajera del banco
- Brent Hodge Como empleada del local de bingo
- Katharine Isabelle Como empleada de la tienda de belleza #2.
- Malcolm Stewart Como manager del banco
- Pale Christian Thomas Como heladero
- Michaela Mann Como Camarera.

## Recepción
Rampage recibió críticas en su mayoría positivas. Se formularon observaciones expresando su sorpresa por la cantidad de críticas positivas de la película recibió, como las anteriores películas de Uwe Boll ha sido ampliamente criticado por los críticos. /Film dio a la película 7 sobre 10, declarando "Incluso un reloj estropeado marca bien dos veces al día. Y tenía que suceder eventualmente. Uwe Boll ha hecho una buena película. No es una gran película, pero una película decente." Film.com declaró: "no puedo creer las palabras que voy a escribir, la última película de Uwe Boll, es bueno. Muy bueno." La película recibió 3 ½ estrellas sobre 5 por Bloody Disgusting, que elogió la "evolución" de Uwe Boll en el estilo, "casi como si el alemán Ed Wood ha tomado una mirada profunda en el espejo, se refleja en sus películas, e hizo un giro para mejor ". Variedad sin embargo dio a la película una crítica negativa, que calificó de "intransigente y casi imposible de ver (tanto por su tema como por su estilo visual nauseabunda)"

## Secuelas
El 14 de agosto de 2014 se estrenó la secuela de la película, llamada Rampage: Capital Punishment.
En mayo del 2016 se estrenó la tercera parte, llamada Rampage: President Down.